# Championnat de Nouvelle-Calédonie de football 2019
Navigation
Édition précédente Édition suivante
La saison 2019 du Championnat de Nouvelle-Calédonie de football est la huitième édition de la Super Ligue, le championnat de première division en Nouvelle-Calédonie. Les dix équipes engagées sont regroupées au sein d'une poule unique où elles affrontent deux fois leurs adversaires, à domicile et à l'extérieur. En fin de saison, le dernier du classement est relégué tandis que le 9e doit disputer un barrage de promotion relégation face à trois formations de deuxième division.
Le club de l'AS Magenta est le tenant du titre.

## Participants
- AS Magenta
- AS Lössi
- Hienghène Sport
- AS Mont-Dore
- AS Wetr
- SC Ne Drehu
- AS Tiga Sport
- Horizon Patho
- Trio Kedeigne
- ES Wacaélé - Promu de D2

## Compétition

### Classement
Le classement est établi sur le barème de points suivant : victoire à 4 points, match nul à 2, défaite à 1.
| Rang | Équipe          | Pts | J  | G  | N | P  | Bp | Bc | Diff |
| ---- | --------------- | --- | -- | -- | - | -- | -- | -- | ---- |
| 1    | Hienghène Sport | 65  | 18 | 15 | 2 | 1  | 60 | 15 | +45  |
| 2    | AS MagentaT     | 63  | 18 | 14 | 3 | 1  | 56 | 19 | +37  |
| 3    | AS Mont-Dore    | 42  | 18 | 7  | 2 | 9  | 34 | 30 | +4   |
| 4    | AS Tiga Sport   | 42  | 18 | 7  | 3 | 8  | 29 | 29 | 0    |
| 5    | SC Ne Drehu     | 42  | 18 | 6  | 6 | 6  | 25 | 31 | -6   |
| 6    | AS Lössi        | 42  | 18 | 6  | 6 | 6  | 31 | 44 | -13  |
| 7    | AS Wetr         | 38  | 18 | 6  | 2 | 10 | 33 | 35 | -2   |
| 8    | Horizon Patho   | 37  | 18 | 5  | 4 | 9  | 27 | 36 | -9   |
| 9    | Trio Kedeigne   | 32  | 18 | 4  | 2 | 12 | 27 | 53 | -26  |
| 10   | ES WacaeleP     | 31  | 18 | 4  | 1 | 13 | 28 | 58 | -30  |

|  | Qualification pour la Ligue des champions de l'OFC 2021                                                                                          |
|  | Participation au barrage de promotion-relégation                                                                                                 |
|  | Relégation directe en deuxième division |
|  | T : Tenant du titre C : Vainqueur de la Coupe de Nouvelle-Calédonie P : Promu de deuxième division En italique : club basé dans les îles Loyauté |

#### Poule de promotion-relégation
Le 9e de Super Ligue participe aux barrages de promotion-relégation.

## Bilan de la saison
| Championnat de Nouvelle-Calédonie de football 2019 |                  |
| Champion                                           | Hienghène Sport  |
| Coupes et trophées                                 |                  |
| Vainqueur de la Coupe de Nouvelle-Calédonie 2019   | Hienghène Sport  |
| Qualifications continentales                       |                  |
| Ligue des champions de l'OFC 2021                  | Hienghène Sport  |
| Ligue des champions de l'OFC 2021                  | AS Magenta       |
| Promotions et relégations                          |                  |
| Promus en Super Ligue                              | JS Baco          |
| Promus en Super Ligue                              | AS Kunié         |
| Relégués en Promotion d'Honneur                    | Trio Kedeigne FC |
| Relégués en Promotion d'Honneur                    | ES Wacaele       |